# 招待所 (電視節目)
《招待所》（英語：Guest House）是一部2020年的美國訪談節目，由逆流而上樂隊主音歌手克莉希·寇斯坦薩擔任主持，並在串流影視平台VENN上放映，每集會邀請不同名人同時進行訪問和遊戲直播。

## 概述
《招待所》是美國遊戲娛樂串流影視平台VENN因應年輕人市場而專門推出的節目之一，於2020年8月5日首播，由女歌手和遊戲實況主克莉希·寇斯坦薩擔任主持，每週平日下午邀請不同知名遊戲實況主和名人到節目上，一邊進行訪談，一邊進行遊戲直播。該節目也是寇斯坦薩首次擔任主持的節目。

## 嘉賓名單
以下列表按登場順序列出56位訪問嘉賓：
- 妮姬·泰勒（英语：Niki Taylor）
- 史黛拉·朱（Stella Chuu）
- 狄米崔斯·约翰逊
- 加文·馬格努斯（Gavin Magnus）
- 利爾·贊
- 耶利哥（英语：Tucker Boner）
- (G)I-DLE
- 奧斯丁·亞歷山大（Austen Alexander）
- 布萊恩·基布勒（英语：Brian Kibler）
- 道格·肯索·馬丁（Doug "Censor" Martin）
- CLC
- 梅根·李
- RockyNoHands
- 哈里·梅克（英语：Harry Mack）
- 逆流而上樂隊
- 琳西·特莉
- 姬拉·佩斯（Kiera Please）
- 尼可拉斯・坎圖
- Meteos（英语：Meteos (gamer)）
- 娜歐蜜·凱爾（英语：Naomi Kyle）
- 格雷森·艾倫
- 克里斯蒂安·賈斯蒂諾（英语：Cris Cyborg）
- 蜜雪兒·哈爾（英语：Michelle Khare）
- 威爾·尼夫（Will Neff）
- 史蒂文·斯蓬（英语：AbleGamers）
- 伊菲·紐阿狄韋（Ify Nwadiwe）
- 凱恩·劉（Kane Lieu）
- 瑪高·布魯克（Margaux Brooke）
- 莎拉・湯普森（英语：Sara Thompson (Canadian actress)）
- 安娜·普羅瑟（Anna Prosser）
- 布坦妮·約翰遜（Brittanni Johnson）
- 亞當·麥卡爾斯（英语：Adam McArthur）
- 艾瑞克·帕斯柯爾
- 克里斯·揚
- 圖特摩斯（英语：Thutmose (musician)）
- 多米尼克·莫納漢
- 麗莎·「Stpeach」·桃子（Lisa "Stpeach" Peach）
- 奥瑪·西巴里（Omar Sebali）
- 易碎動物
- 莎夏·葛蕾

## 外部連結
- 官方網站 （页面存档备份，存于）
- 互联网电影数据库（IMDb）上《招待所》的资料（英文）